# Vavpotič
Vavpotič je priimek več znanih Slovencev:
- Aleksander Vavpotič (1873—1916), organist in zborovodja
- Bruno Vavpotič (1904—1995), slikar in scenograf, plavalec
- Damjan Vavpotič, informatik, prof. FRI
- Ivan Vavpotič (1877—1943), slikar, ilustrator in scenograf
- Ruth Vavpotič (1908—1996), baletna plesalka
- Tatjana Vavpotič Košanski, šahistka
- Žiga Vavpotič, politolog, ekonomist, sociolog, publicist, mednarodni vodja